# Ласло II
Ласло II е четиринадесетият унгарски крал от рода на Арпадите. В унгарската средновековна история той се счита за антикрал и узурпатор.